# Nagy Paula
Nagy Paula; Kállainé Nagy Polixenia, Póli (Marosvásárhely, 1857. május 1. – Körmöcbánya, 1891. november 14.) színésznő, színigazgató.

## Családja
Édesapja Poleretzki Nagy Mihály, férje Kállai Nagy Albert tenorista volt. Később Borsodi Vilmossal kötött házasságot.

## Életútja
Színészi pályáját 1869 januárjában kezdte, 1880-ig apja társulatában lépett fel. 1880–81-ben Aradon társult Mosonyi Károllyal 1881–82-ben pedig Marosvásárhelyen Sztupa Andorral működött. 1882 és 1887 között Jáni János, a társulat egyik színész vette át vezetést. Nagy Paula 1887 decemberében igényelt igazgatói engedélyt, ami meg is kapott. Nevét Kállai-Nagy Polixénia és Kállainé Nagy Polixéniaként is használta. Tüdőgyulladásban hunyt el, 1891. november 16-án temették el Körmöcbányán.

## Működési adatai
Igazgatóként: 1887–88: Csermő; 1888: Borosjenő, Pankota, Nagylak, Pécska, Batonya, Mezőkovácsháza, Tótkomlós; 1888–89: Belényes; 1889: Vaskóh, Margitta, Nyírbátor, Fehérgyarmat, Érmihályfalva, Székelyhíd; 1889–90: Nagybánya; 1890: Nagykároly, Zihal, Beregszász, Munkács, Nyírbátor; 1890–91: Újfehértó; 1891: Nagymihály, Homonna, Varanna, Tornally, Ózd, Csíz, Putnok, Feled, Vác, Liptószentmiklós.